# Merii Petchii, Ilfov
Merii Petchii este un sat în comuna Nuci din județul Ilfov, Muntenia, România. Este cel mai mare sat al comunei.

## Personalități
- Petre Oprea (1928-2011), critic și istoric de artă.

 Acest articol despre o localitate din județul Ilfov este deocamdată un ciot. Puteți ajuta Wikipedia prin completarea lui.